# 조선방역지도
조선방역지도(朝鮮方域地圖)는 1557년에서 1558년 사이에 제작된 조선의 국가제작지도이다. 1989년 8월 1일 대한민국의 국보 제248호로 지정되었다.
과천에서는 유일한 국보급 문화재로 한국에 남아있는 것 중 가장 오래된 지도이다. 한국 8도의 주와 현을 표시한 지도로 상단에는 조선방역지도라고 가로로 쓰여 있고 중심부인 가운데에는 한국 전도를 그렸으며, 그 아래에는 제작자의 이름을 적은 좌목이 있다. 현재 국사편찬위원회에 소장되어 있다.

## 개요
조선 전기에 제작된 우리나라 지도이다. 크기는 가로 61㎝, 세로 132㎝이다. 3단 형식으로 되어 있는데, 맨 윗부분에는 '조선방역지도'라는 제목이 적혀있고 중간 부분에는 지도가 그려져 있으며 맨 아래부분에는 지도 제작에 관련된 사람들의 관직·성명 등이 기록되어 있다.
지도에는 조선 팔도의 주현(州縣)과 수영(水營) 및 병영(兵營)이 표시되었는데 특히 각 군과 현마다 색을 다르게 하여 알아보기 쉽게 하였을 뿐만 아니라 산과 강의 경계도 자세하고 정확하게 묘사하고 있다. 지도의 형태는 지금의 전국지도 모습과 매우 유사하다. 북쪽으로는 만주지역과 남쪽으로는 제주도, 대마도까지 표시하여, 조선 전기 영토의식을 엿볼 수 있다.
이 지도는 명종 12년(1557)∼명종 13년(1558)경에 제작되었다고 추정되며, 임진왜란 때 일본에 유출되어 대마도에 보관되어 있던 것을 1930년대에 입수한 것이다. 이 시기 우리나라 지도의 제작 수준 및 형식을 알 수 있어 더욱 가치 있다. 또한, 만든 이와 연대가 확실한 작품으로 다른 지도의 제작 시기도 밝힐 수 있는 중요한 자료이다.

## 같이 보기
- 대마도 분쟁
- 대동여지도
- 혼일강리역대국도지도(강리도, 1402년)
  - 대명혼일도(1389년~1391년)

## 참고 문헌
- 조선방역지도 - 국가유산청 국가유산포털